# Costume tradizionale di Nuoro

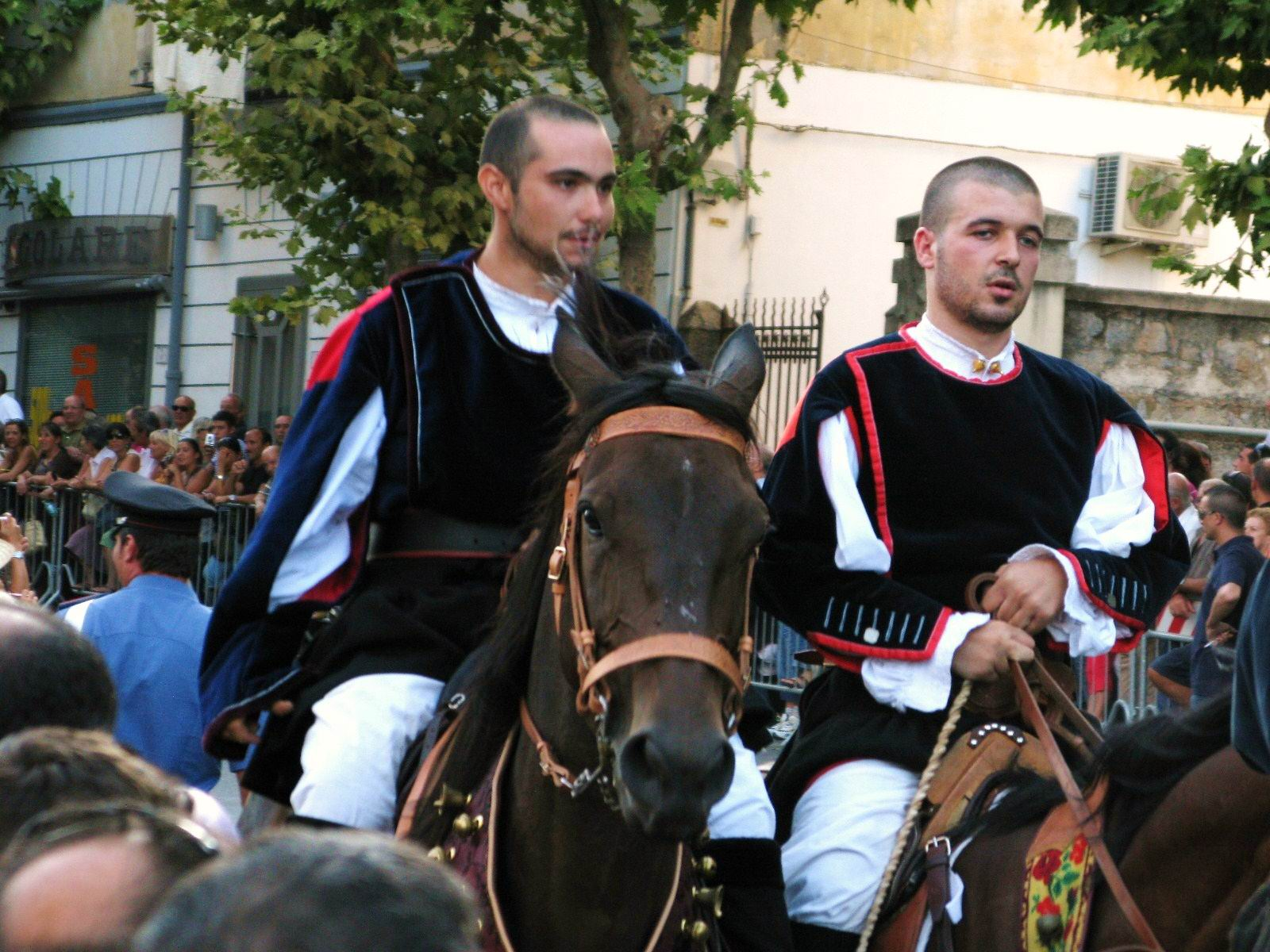
Cavallerizzi nuoresi in abito tradizionale

Il costume (o abito) tradizionale di Nuoro è il corredo vestiario utilizzato a Nuoro sino alla fine del XIX secolo e corrisponde agli abiti che venivano indossati nella vita quotidiana in qualsiasi occasione. 
Il Museo della vita e delle tradizioni popolari sarde di Nuoro ospita al suo interno una vasta esposizione di abiti tradizionali.

## Tratti generali
Gli ornamenti, i ricami e i decori che caratterizzano l'abito variano a seconda del ceto sociale e del rango di appartenenza; queste variazioni implicano inoltre differenze di colore e di tessuti dell'abito stesso. In linea di massima i colori sgargianti e vivaci erano peculiarità di famiglie benestanti mentre il blu e il rosso caratterizzavano i costumi dei contadini e dei meno abbienti. Il costume tradizionale infatti è sempre stato il simbolo del rango sociale di chi lo indossava, della comunità e soprattutto del paese di appartenenza, in particolare per la variante femminile. 
Oggi l'abito tradizionale è utilizzato dai gruppi folkloristici in occasione di manifestazioni e festività cittadine o regionali di qualsiasi genere, con l'intento di mantenere viva una tradizione popolare molto antica e diventando principalmente una sorta di simbolo d'identità.

## Abito tradizionale maschile
I componenti principali della variante maschile sono:
- sa berrita
- su ghentone
- su zippone
- sos cartzones
- sas mesas cartzas
- sa chintorja

L'abito tradizionale maschile, differentemente da quello femminile, era molto diverso a seconda del ceto di appartenenza e della condizione economica. Le uniche differenze sostanziali riguardano gli accessori che venivano utilizzati, in funzione anche del mestiere svolto. Il suo tratto caratteristico è un particolare copricapo denominato "berrita" della lunghezza di 70–80 cm. 
La camicia, chiamata in sardo ghentone o 'entone, ha generalmente il colletto stropicciato con un ricamo ornamentale e viene chiusa al collo e nei polsi con particolari gemelli in oro o argento.
La giacca rossa e blu viene chiamata zipone, è a doppio petto e si chiude sulla sinistra con ganci. In aggiunta viene indossato un cappotto di albagio nero, con maniche di velluto e il cappuccio.
In alternativa al cappotto molti pastori erano soliti indossare sas peddes: un gilet di pelli d'agnello nero, solitamente non conciate, ornate con ricami nel caso dei contadini più ricchi. Nella parte inferiore dell'abito vi sono i calzoni bianchi (cartzones), in canapa oppure in tela di cotone, zigrinati all'altezza del ginocchio e inseriti all'interno delle mesas cartzas. Sopra le mezze calze ci sono le ragas, un gonnellino/pantalone in furesi. Queste sono delle particolari ghette di "furesi" (albagio) nero, strette da lacci di cuoio nonché fili a cambas. La cinta infine chiamata chintorja è di cuoio nero con vari ricami.

## Abito tradizionale femminile

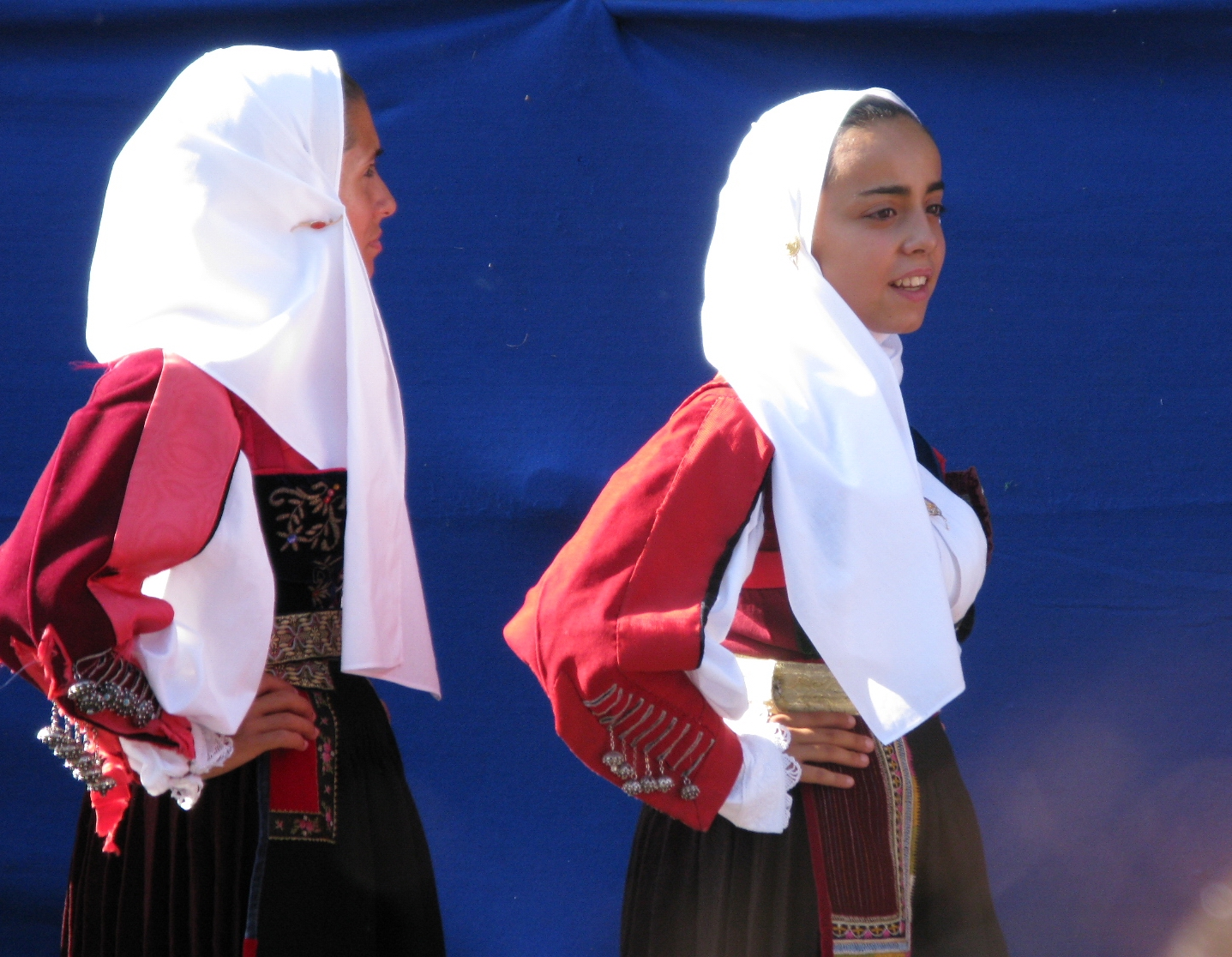
Donne nuoresi in abito tradizionale alla Sagra del Redentore. Si notano alcune delle principali componenti dell'abito: benda, zipone, tunica e franda.

La variante femminile dell'abito tradizionale di Nuoro è più ricercata ed elaborata. Oltre alle differenze in base al ceto economico del possedente, da ricercare soprattutto nella bellezza dei ricami e dei gioielli, vi sono tre varianti significative:
1. Abito della sposa
2. Abito giornaliero
3. Abito della vedova

### Abito della sposa
I componenti principali sono:
- sa benda
- sa camisa
- sa pala a supra
- su zipone
- sa tunica
- sa franda
- su chintorju

La benda è un copricapo che copre gran parte del viso, creata attraverso tessuti di lino o di cotone. La sua lunghezza doveva essere tale da coprire la totalità delle spalle dopo aver fatto due giri attorno al capo. A lato, all'altezza degli occhi, la benda veniva fissata attraverso una spilla che a seconda dell'occasione poteva essere molto preziosa, in oro o argento. Per indossare la benda era necessaria una particolare pettinatura che aveva lo scopo di diminuire la massa dei capelli attraverso due trecce che intersecavano dei nastri di seta colorati. Il tutto veniva poi fissato attraverso una cuffietta realizzata con diverse stoffe chiamata carretta, legata al di sotto del mento.
La camicia o camìsa, sempre di colore bianco, era di cotone nella parte posteriore e di lino anteriormente, con le maniche molto voluminose che terminavano in un'abbottonatura piuttosto stretta. Nella parte anteriore un corpetto ricamato in tela chiamato dossete toglie risalto all'ampia scollatura.
Un'altra componente essenziale era la cosiddetta pala a supra, un corpetto prodotto in vari tessuti. Esso veniva ritagliato seguendo simmetricamente i motivi ornamentali e i ricami che venivano fatti in oro o in seta. Questo particolare corpetto era, nella maggior parte dei casi, di un colore diverso rispetto alla gonna. 
Nella parte posteriore delle palas a supra era frequente un ricamo di doppi occhielli di seta con nastro intrecciato che garantivano la vestibilità e l'aderenza. 
A completare la parte superiore dell'abito c'era la giacca, chiamata zipone, creata da un particolare panno rosso con ampie bordature. La sua principale caratteristica consisteva nella completa apertura delle maniche, che permettevano la visibilità della camicia. Le bordature, dall'altezza del gomito al polsino, venivano spesso arricchite con un numerosi bottoni di filigrana, legati ognuno attraverso sottili catenelle.
La tunica era la tipica gonna realizzata in orbace.
Il grembiule o franda era formato da un panno nero, blu o raramente anche verde e decorato nella parte inferiore con ricami in stile naturalistico. Si formava in questo modo una banda geometricamente regolare con le diverse decorazioni formate per esempio da gruppi di rose (rosicheddas).
Nell'estremità alta il grembiule è aggrinzito volutamente attraverso una serie di grinze regolari chiamate ispunzas che hanno lo scopo di diminuire il diametro nella parte del bacino. 
Infine il chintorju era una cinta, che poteva essere argentata o dorata, alta sino a quattro centimetri.

### Abito tradizionale giornaliero
L'abito utilizzato dalle donne non ancora maritate era nettamente meno elaborato rispetto a quello delle donne maritate. Sul capo si indossava il mucadore, un fazzoletto in tibet che non presentava alcun ricamo. La camisa era costituita da una tela meno delicata rispetto a quella della sposa, mentre la fardeta rimpiazzava la tunica in quanto realizzata in tela indiana, materiale più consono alle faccende domestiche.

### Abito tradizionale da vedova
Le donne rimaste vedove, spesso, ricavavano l'abito attraverso la tintura in nero del costume utilizzato da spose. Il capo si distingueva notevolmente per la sobrietà del colore e per la quasi totale assenza di ricami che quando erano presenti venivano effettuati con seta nera. In aggiunta si utilizzava un giubbetto alternativo denominato coritu il quale sopperiva alla vistosità delle maniche della camicia, considerata poco idonea alla circostanza. Spesso, era compito di parenti e vicini provvedere e occuparsi dell'abito della vedova, anche tingendo e donando a loro volta i propri abiti. I parenti si impegnavano ad organizzare e gestire la cerimonia funebre, per creare un'atmosfera familiare ed essere vicini alla vedova in quel triste momento.

## I gioielli
I gioielli erano numerosissimi in tutte le parti dell'abito, compatibilmente con la condizione economica del possedente.
Tra le due varianti, femminile e maschile, il femminile catturava maggiormente l'attenzione per la quantità di materiali in oro, argento e filigrana che arricchivano enormemente il costume, non solo da un punto di vista estetico. Questi impreziosimenti erano presenti soprattutto nei costumi delle spose contrapposti a quelli giornalieri da signorina e vedova.
Le giovani dovevano portare dei gioielli semplici senza adornarsi di nulla, con al massimo un filo di seta nero legato al collo con un ciondolo e due bottoni d'oro per unire gli occhielli della camicia. Con il matrimonio, che cambiava lo stato civile, la donna nuorese riceveva in regalo numerosissimi gioielli chiamati donos. Generalmente anelli, due bottoni d'oro per la camicia in aggiunta ad altri 24 bottoni in argento con catenella che costituivano la buttonera per le maniche del zippone. In aggiunta lo sposo era solito donare la medaglia d'oro o in alternativa la croce per il rosario con talvolta la spilla d'oro per il fissaggio della benda.
Tutti i gioielli, divenendo parte integrante dell'abito, venivano tramandati di generazione in generazione. 
Le vedove invece non portavano alcun gioiello, nemmeno la fede nuziale.